# ثورة الإباضية
كانت ثورة الإباضية عبارة عن انتفاضة وثورة خوارج إباضية حدثت بين عامي (745-748) ضد الخلافة الأموية، حيث أنشئت فيها أول إمامة إباضية، اندلعت الثورة في البدايةمن حضرموت الموجودة في اليمن وذلك تحت قيادة الإمام عبد الله بن يحيى الكندي وقد اشتهر بلقبه "طالب الحق"، وقد كانت الثورة في السنوات الأخيرة المضطربة للحكم الأموي.

## الخلفية
كان الإباضيون جزءاً من فكر خوارج الذين تشكلوا في القرن السابع الميلادي وقد كانت بدايات نشأتها وفكرها منذ أواخر الخلافة الراشدة، حيث تمركزوا في البصرة في جنوب العراق، وقد كانوا البديل المعتدل عن بقية فُرُق الخوارج، وحاول كسب الخلفاء الأمويين بشكل سلمي لقضيتهم، ومع ذلك، بحلول الربع الثاني من القرن الثامن، أصبح احتمال المصالحة مع الأمويين غير راجحاً بشكل متزايد، وقادت الإباضيّة في نهاية المطاف نحو المقاومة النشطة ضد الحكومة الأموية التي كانت تحكم من دمشق، بدأ الإباضية في البصرة تحت قيادة أبو عبيدة التميمي التخطيط لتأسيس إمامة إباضية كبرى، وتشكيل بيت مال لعملياتهم وتدريب فرق من أتباع الفِرقة على نشر الفكر الإباضي. تم إرسال هذه الفرق إلى مختلف ولايات دولة الخِلافة، حيث تم تكليفهم بنشر الدعاية الإباضية لصنع دعم كافٍ لتسهيل ثورة ناجحة ضد الأمويين في نهاية المطاف.
بعد وفاة الخليفة هشام بن عبد الملك عام 743، عانى الأمويون من سلسلة من الاضطرابات التي شكلت تهديداً خطيراً لإستمرار حكمهم على العالم الإسلامي، وقد أدى الاقتتال الداخلي بين الأمويين أنفسهم والتنافس القبلي بين القيسيين واليمانيين إلى استنفاد قوة النظام الأمني الأموي، وقوّض قدرته على التعامل وذلك مع اندلاع العديد من التمردات في جميع أنحاء الخِلافة، وقد قام الخليفة الأموي الأخير مروان بن محمد (744-750) بقضاء السنوات الأولى من حكمه في إخماد الثورات في الشام والعراق والقتال ضد قريبه سليمان بن هشام، حتى خرج في النهاية العَبّاسيون والذين وضعواً حداً للدولة الأموية ويستفردوا بالخِلافة. فهذا الضعف النسبي للأمويين، إلى جانب انشغالهم بمواجهة التهديدات على جبهات عديدة، جعل سنواتهم الأخيرة في حكمهم مثار اهتمام لمجموعات مثل الإباضية للقيام بثورتهم الخاصة ضد السلالة.

## اندلاع الثورة
في عهد الخليفة مروان بن محمد، أرسل الإباضية في البصرة عميلاً اسمه أبو حمزة المختار بن عوف الأزدي لنشر دعايتهم في مكة ودعوة الناس هناك لمعارضة الأمويين، ولكن أثناء قيامه بمهمته في مكة، التقى أبي حمزة عام 746 بعبد الله بن يحيى الكندي، المسمى طالب الحق، وقد كان قاضي حضرموت، أخبره عبد الله أنه يوافق على قضيته وأن لديه نفوذاً على الحضارمة، وأقنع أبو حمزة بالذهاب معه إلى حضرموت للدعوة إلى معارضة الخليفة مروان بن محمد، ولكن سرعان ما تشجع الإباضية في البصرة بالذهاب إلى حضرموت بهدف دعم طالب الحق، وقد وصل العديد من البصريين إلى المنطقة لتقديم المساعدة.
بين سنتي 746 و747 أعلن طالب الحق ثورته في حضرموت، حيث تغلب بسرعة على الحاكم المحلي إبراهيم بن جبلة الكندي وأمّن سيطرته على المنطقة، وبعد حصوله رسمياً على المبايعة من أهل حضرموت والبصرة الإباضيّين والاعتراف به كإمام لهم،  قرر التقدم بإتجاه صنعاء، المدينة الرئيسية في اليمن، وانطلق مع ألفين من رجاله، وفي أثناء مسيرهم في منطقة أبين حاول حاكم صنعاء الأموي القاسم بن عمر الثقفي أن يوقف من زحم الثوار من خلال جمع قوة أكبر بكثير، إلا أنه هُزم وكثر القتل من جنوده، فأجبر حينها على التراجع إلى صنعاء، ولكن سرعان ما وصل الإباضيون إليها وسيطروا عليها وطاردوا القاسم وبحثوا عن منزله إلا أنه استطاع الهرب وقد قتل أخاه الصلت بن عمر الثقفي حينها، ثم استولوا على بيت المال، وأصبحت المدينة تحت سيطرة عبد الله طالب الحق.

## احتلال مكة والمدينة
بعد قضاء بضعة أشهر في صنعاء، وجه طالب الحق أبو حمزة وقائد من أهل البصرة الذين جاؤوا لنصرة الدعوة الإباضية واسمه بلج بن عقبة الأزدي للسيطرة على الحجاز، فوصلوا إلى مكة المكرمة في أغسطس 747 بعشرة آلاف مقاتل، وكان ذلك في موسم الحج، لم يبد والِ مكة والمدينة آنذاك عبد الواحد بن سليمان بن عبد الملك، أي مقاومة للثوار فقد كره قتالهم وفرّ بإتجاه المدينة المنورة، وقد تولى أبو حمزة الحج نيابة عن عبد الله
بعد وصول عبد الواحد إلى المدينة المنورة، تم تجنيد بعض رجال أهالي المدينة وإرساله لمحاربة الثوار بقيادة عبد العزيز بن عبد الله، في الوقت نفسه عين أبو حمزة نائباً عنه على مكة وبدأ تقدمه إلى الشمال، جنباً إلى جنب مع بلج بن عقبة وهو يقود طليعته، وصلت القوة الأموية إلى مدى يصل إلى القديد، ولكن باغتهم الإباضيون وتبع ذلك هزيمة قاسية للأمويين، فقُتل العديد من المدينيين الذين تم تجنيدهم، بمن فيهم قائدهم عبد العزيز وعدد كبير من رجال قبيلة قريش، وقد فر الناجون من ساحة المعركة، وقد دخل أبو حمزة المدينة المنورة في أكتوبر 747، كما فر عبد الواحد بن سليمان إلى الشام، وسقطت المدينة في يد الإباضيين.

## نهاية الثورة
بعدما قام الإباضيون بتأمين السيطرة على كل من مكة والمدينة، قرروا بعد ذلك التوجه شمالاً إلى سوريا، المقر السابق للخلفاء الأمويين. لكن بحلول هذا الوقت، دفعت أنشطة المتمردين مروان إلى اتخاذ إجراءات ضدهم، وتم إرسال قوة شامية قوامها أربعة آلاف فارس لطرد الإباضيين من الحجاز.
عيّن الخليفة مروان بن محمد القائد عبد الملك بن محمد بن عطية لقيادة الحملة وقد أمره الخليفة بالتحرك بسرعة ضد أبي حمزة وبلج، وأنه إذا نجح في استعادة الحجاز، فليتقدم بعد ذلك إلى اليمن لمحاربة عبد الله بن يحيى الكندي أيضاً.
وبناءً على ذلك، شق ابن عطية طريقه جنوباً حتى واجه بلج، والذي وصل إلى وادي القرى بقوة متقدمة في طريقه إلى الشام، ودارت معركة بين الجانبين انتهت بمقتل القائد الإباضي بلج بن عقبة ومقتل عدد كبير من رجاله وانتصار الأمويين، على اثر ذلك انتقل ابن عطية إلى المدينة المنورة، وقد وصلت أنباء انتصارهم إلى المدينة، وبناءً عليه ثار أهل المدينة وقتلوا الحامية الإباضية، وفي في غضون ذلك، كان أبو حمزة قد انسحب جنوباً إلى مكة مع ما تبقى من الإباضيين تحت إمرته، لكن ابن عطية سرعان ما لحق به ووجده ثم دارت معركة عنيفة انتهت بمقتل أبو حمزة نفسه في المعركة مع عدد كبير من الثوار الإباضيين، وعادت الحجاز تحت الحكم الأموي.
ومع استعادة الحجاز الآن والسيطرة عليه عيّن ابن عطية نائباً عليها، وتوجه على رأس الجيش الأموي إلى اليمن عازماً على محاربة عبد الله والإباضية، وقد قام طالب الحق، انطلق مع ثلاثين ألفاً مقاتل من صنعاء لإيقاف زحف الأمويين.، فاجتمعت القوات المتناحرة في جرش، وبعد معركة طويلة حقق ابن عطية انتصاراً آخر فقتل عبد الله بن يحيى الكندي المعروف بطالب الحق وهزم الإباضية. أرسل رأس عبد الله إلى مروان وأعيد احتلال صنعاء من قبل ابن عطية.
بعد وفاة عبد الله، اضطر ابن عطية إلى قضاء بعض الوقت في التعامل مع انتفاضتين حِميَريّتين في منطقة الجند وبعض المناطق الساحلية في اليمن، وبمجرد أن تم إخمادهما، توجه إلى حضرموت، حيث كان المساعد السابق لطالب الحق ويدعى عبد الله بن سعيد لا يزال يقود مجموعة كبيرة من أتباع دعوتهم.
بدأ ابن عطية بمهاجمة الثوار الإباضيين في بعض معاقلهم، لكنه تلقى في هذه الأثناء رسالة من الخليفة مروان مفادها أنه تم تكليفه بالحج في هذا العام، مما استلزم عودته إلى مكة حيث لم يرَ أي خيار آخر، وسرعان ما صنع السلام مع الإباضيين دون هزيمتهم، وغادر المنطقة عائداً إلى الحجاز.

## الإرث
على الرغم من أن الثورة فشلت في تحقيق هدف الإباضية النهائي المتمثل في إنهاء حكم الأمويين، إلا أنها كانت مع ذلك علامة على محاولة الإباضية إنشاء إمامة مستقلة خاصة بهم وعلى مدار العقود التالية واصل الإباضيون أنشطتهم الثورية وأنشأوا عدداً من الحركات الإضافية في جميع أنحاء العالم الإسلامي. واستطاع العديد منهم في نهاية المطاف بعمل مكاسب طويلة الأمد للطائفة، لا سيما في عمان وهي المعقل الأساسي الحالي لهم، وقد تشكلت إمامتان إباضيتان في زمن الخلافة العباسية وذلك بين (750-752 و 793-893)، كما قامت في المغرب العربي دولة على يد السلالة الرستمية واستمرت لأكثر من قرن.
لقد كلفت هذه الثورة الحكومة الأموية التي تواجه جبهات عديدة الكثير من أجل الإنفاق على الجنود والموارد ضمن رحلة استكشافية طويلة ومكلفة من أجل قمعها، كما قلل هذا من القوة العسكرية المتاحة للخليفة الأموي مروان بن محمد وكان سبباً من العديد من الأسباب التي أنهت الحكم الأموي بعد ثلاثة سنوات من قمع الثورة على يد العباسيين عام 750. 
أظهرت قوة الثورة نجاح الإباضيين في تحويل قبائل جنوب الجزيرة العربية إلى قضيتهم. وقد ظل الإباضيون قوة كبيرة في حضرموت بعد انتهاء الانتفاضة، وكانوا يمثلون تهديداً لأمن الخلافة حتى عهد الخليفة العباسي الثاني المنصور (حكم من 754 حتى 775) الذي استطاع من إخضاعهم في النهاية وبحلول عام 944، كان غالبية السكان الحضارمة لا يزالون يعتبرون من أتباع الإباضية، ومن المحتمل أن المذهب ظل مؤثراً في حضرموت حتى مجيء حكم السلالة الصليحية في منتصف القرن الحادي عشر.